# Telamonia
Telamonia es un género de arañas de la familia Salticidae (arañas saltadoras), encontrada en selvas, mayoritariamente en Asia y en partes de África. Existen 39 especies y 2 subespecies, según el catálogo mundial de arañas.

## Descripción
Telamonia es un género de colores, con un esbelto opistosoma y patas largas.  Los patrones de color varían considerablemente entre los sexos y especies. Dos rayas longitudinales a lo largo del abdomen son frecuentes, y el caparazón es a menudo de color.

Telamonia
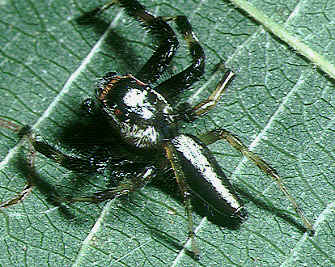
Macho de T. vlijmi
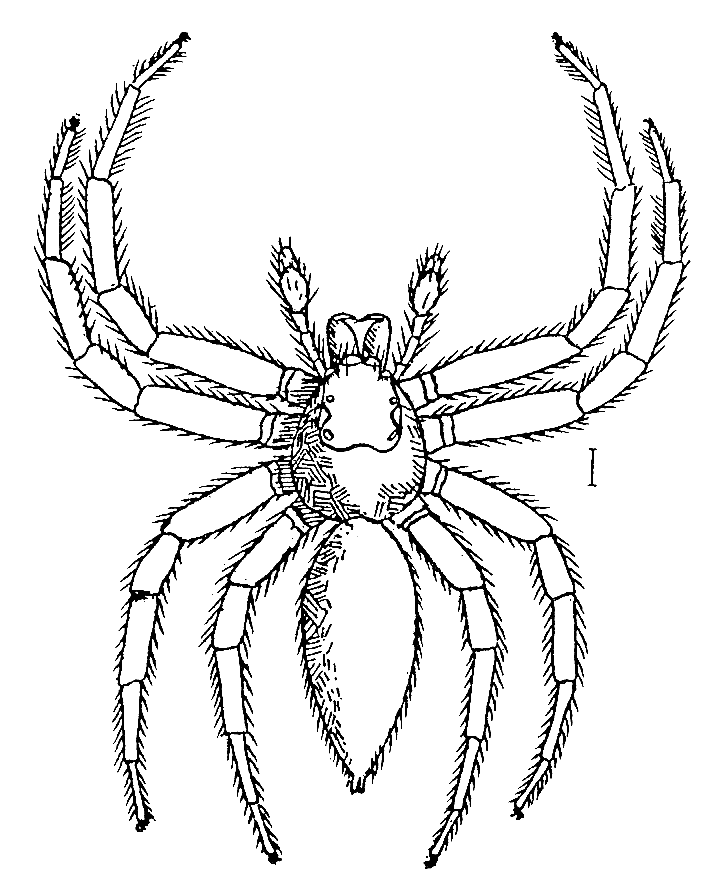
Macho de T. hasselti
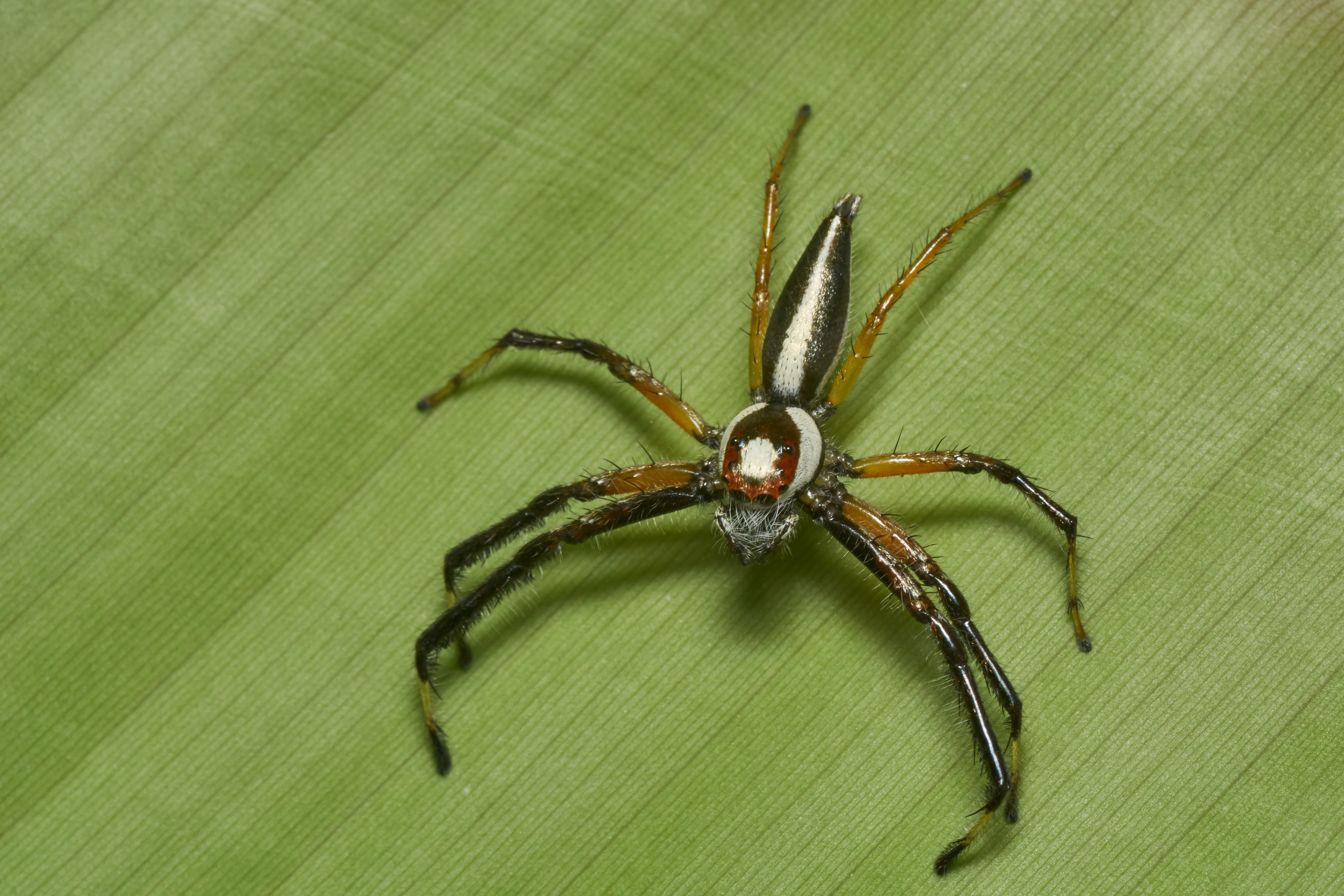
T. dimidiata

## Especies
- Telamonia agapeta (Thorell, 1881)
- Telamonia annulipes G. W. Peckham y E. G. Peckham, 1907
- Telamonia bombycina (Simon, 1902)
- Telamonia borreyi Berland y Millot, 1941
- Telamonia borreyi minor Berland y Millot, 1941
- Telamonia caprina (Simon, 1903)
- Telamonia coeruleostriata (Doleschall, 1859)
- Telamonia comosissima (Simon, 1886)
- Telamonia cristata G. W. Peckham y E. G. Peckham, 1907
- Telamonia dimidiata (Simon, 1899)
- Telamonia dissimilis Próchniewicz, 1990
- Telamonia elegans (Thorell, 1887)
- Telamonia festiva Thorell, 1887
- Telamonia festiva nigrina (Simon, 1903)
- Telamonia formosa (Simon, 1902)
- Telamonia hasselti (Thorell, 1878)
- Telamonia jolensis (Simon, 1902)
- Telamonia laecta Próchniewicz, 1990
- Telamonia latruncula (Thorell, 1877)
- Telamonia leopoldi Roewer, 1938
- Telamonia livida (Karsch, 1880)
- Telamonia luteocincta (Thorell, 1891)
- Telamonia luxiensis Peng, Yin, Yan & Kim, 1998
- Telamonia mandibulata Hogg, 1915
- Telamonia masinloc Barrion & Litsinger, 1995
- Telamonia mundula (Thorell, 1877)
- Telamonia mustelina Simon, 1901
- Telamonia parangfestiva Barrion & Litsinger, 1995
- Telamonia peckhami Thorell, 1891
- Telamonia prima Próchniewicz, 1990
- Telamonia resplendens G. W. Peckham y E. G. Peckham, 1907
- Telamonia scalaris (Thorell, 1881)
- Telamonia setosa (Karsch, 1880)
- Telamonia shepardi Barrion, Barrion-Dupo & Heong, 2013
- Telamonia sponsa (Simon, 1902)
- Telamonia trabifera (Thorell, 1881)
- Telamonia trinotata Simon, 1903
- Telamonia trochilus (Doleschall, 1859)
- Telamonia vidua Hogg, 1915
- Telamonia virgata Simon, 1903
- Telamonia vlijmi Prószyński, 1984